# New Hartford (Iowa)
New Hartford è un comune (city) statunitense della contea di Butler nello Stato dell'Iowa. La popolazione era di 516 abitanti al censimento del 2010.

## Geografia fisica
New Hartford è situata a 42°34′02″N 92°37′17″W (42.567189, -92.621435).
Secondo lo United States Census Bureau, ha un'area totale di 0,50 miglia quadrate (1,29 km²).

## Società

### Evoluzione demografica
Secondo il censimento del 2010, c'erano 516 abitanti.

### Etnie e minoranze straniere
Secondo il censimento del 2010, la composizione etnica della città era formata dal 98,1% di bianchi, lo 0,4% di nativi americani, lo 0,2% di asiatici, lo 0,4% di altre razze, e l'1,0% di due o più etnie. Ispanici o latinos di qualunque razza erano l'1,6% della popolazione.